# Henri VI (première partie)
Pour les articles homonymes, voir Henri VI.
La première partie de Henri VI est un drame historique de William Shakespeare, rédigé selon les historiens entre 1588 et 1590 ou en 1591. C'est la première partie du cycle de trois pièces qui compose la Trilogie de Shakespeare sur Henri VI, qui aurait été écrite après les deux autres parties.

## Sources
La source principale de la pièce, qui est aussi celle de la plupart des pièces historiques de Shakespeare, est le recueil des Chroniques de Raphael Holinshed. La réédition de cet ouvrage en 1587 laisse supposer que la pièce lui est postérieure. L'œuvre témoigne également de l'influence de la chronique d’Édouard Hall The Union of the Two Illustrious Families of Lancaster and York (1542), et la critique universitaire est d'avis que Shakespeare connaissait le poème de Samuel Daniel sur la guerre des Deux-Roses, The First Four Books of the Civil Wars (1595).

## Contexte historique
Le sentiment patriotique atteint son paroxysme en Angleterre après la défaite de l’Invincible Armada en 1588. Le théâtre anglais de l’époque reflète cet enthousiasme et l'engouement du public pour les pièces historiques.

## Date et texte
La première partie d’Henri VI est l'une des premières œuvres de Shakespeare et la date exacte de sa rédaction reste un sujet de controverse. La plupart des éditeurs de la pièce proposent une date entre 1588 et 1590. Il n'existe pas actuellement de consensus sur la question du statut de la pièce dans la série des trois Henri VI, les uns y voyant le premier volet d'une trilogie, les autres une « préquelle » rédigée postérieurement aux deux autres parties. C'est cette dernière opinion qui l'emporte actuellement. 
En 1592, le dramaturge Robert Greene fait référence à  Henri VI (deuxième partie). La pièce est inscrite dans le registre des Libraires en 1598.
Certains spécialistes, se fondant sur des éléments stylistiques, pensent que la première partie d’Henri VI n'est pas entièrement de la main de Shakespeare. Ils pensent qu'elle a été écrite par une équipe de deux ou trois auteurs dont l'identité reste à définir. Les noms de Nashe, Greene et Christopher Marlowe sont souvent cités. D'autres historiens pensent qu'il s'agit là d'un point de vue dépassé, qui s'est développé au XIXe siècle en réaction au portrait caricatural de Jeanne d'Arc que la critique de l'époque avait du mal à attribuer à Shakespeare.
Quant à François-Victor Hugo — le traducteur de l’édition de 1873 — suppose que l’auteur serait Robert Greene. Tout au plus, quelques scènes ou quelques lignes proviendraient de Shakespeare : « Si dans la première partie de Henri VI nous ne reconnaissons pas le génie de l’auteur de Henri V, y retrouvons-nous son style ? Pas davantage. Où donc est cette forme si colorée, si variée, si puissante que nous admirions naguère ? L’expression est généralement prosaïque et terne, sans relief et sans éclat. Ce vers si libre et si souple, qui dans Henri V se prêtait à toutes les fantaisies de l’inspiration par l’audace de ses rejets et le caprice de sa coupe, a fait place presque partout à un vers timide et monotone qui impose son étroite mesure à la pensée et emprisonne chaque phrase dans ses deux hémistiches. Autant les deux pièces diffèrent par le style, autant elles diffèrent par la composition. […] Acquérir la propriété de ce drame n’était pas chose difficile à une époque où les auteurs vendaient et revendaient leur travail au rabais. La compagnie du lord chambellan obtint donc la pièce historique de Henri VI, et chargea Shakespeare d’y faire des raccords. Rien n’était plus fréquent à cette époque que de voir une œuvre, composée par tel auteur, révisée par tel autre. »

## Personnages
Anglais :
- Le roi Henri VI

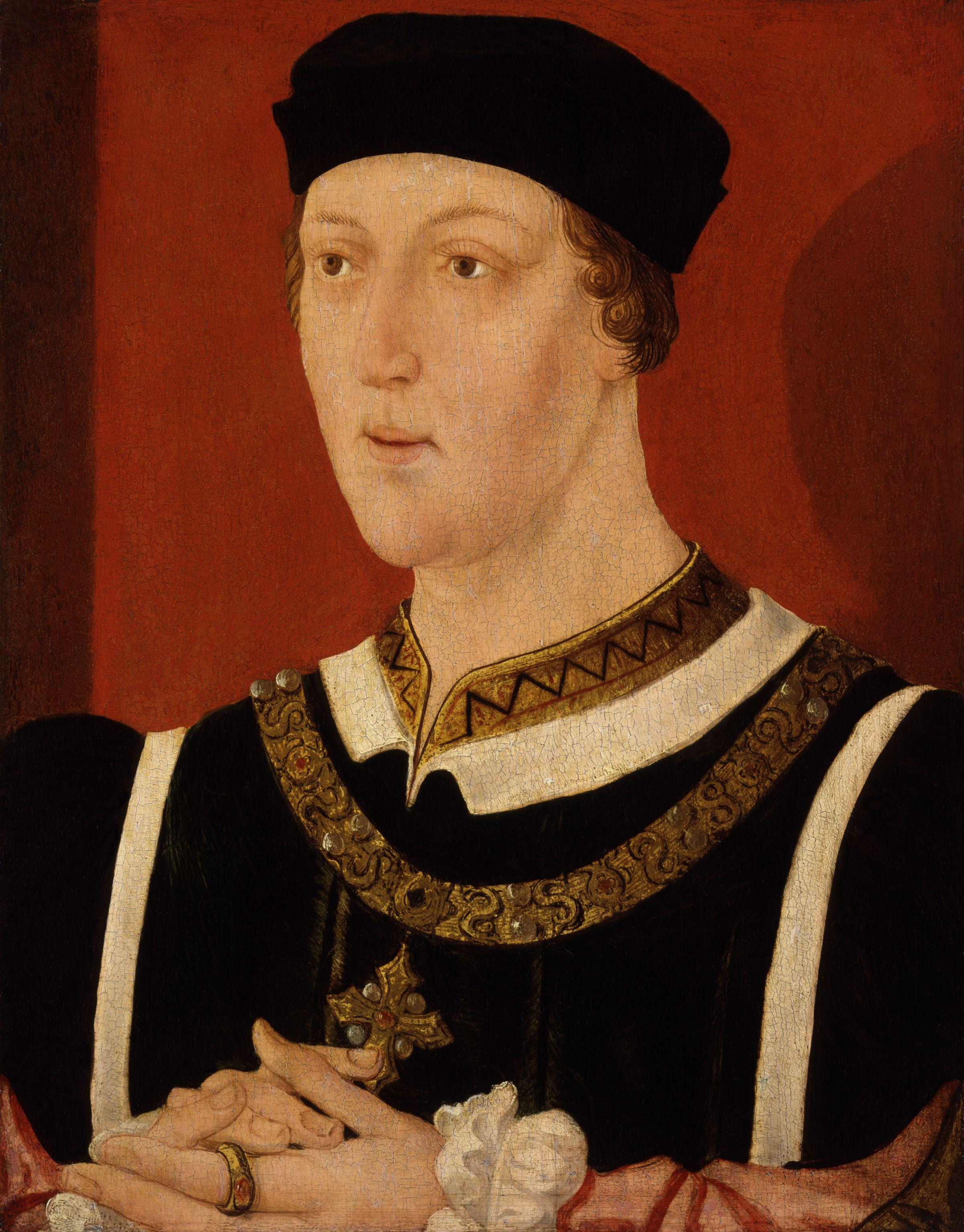
Henry VI (auteur anonyme)

- Le duc de Gloucester, oncle du roi, lord protecteur du royaume
- Le duc de Bedford, oncle du roi, régent de France
- Le duc d’Exeter, grand-oncle du roi
- L'évêque de Winchester, grand-oncle du roi
- Le duc de Somerset, grand-oncle du roi, mélange de Jean Beaufort, 1er duc de Somerset et de son frère Edmond Beaufort, 2e duc de Somerset[6]
- Richard Plantagenêt, cousin du roi, ensuite duc d’York
- Edmond Mortimer, mélange de sir Edmond Mortimer et de son neveu Edmond Mortimer, 5e comte de March[7]
- Le comte de Warwick
- Le comte de Salisbury
- Lord Talbot, fait comte de Shrewsbury
- John Talbot, son fils
- Sir John Fastolf, personnage historique, orthographié par erreur dans certaines éditions Falstaff, personnage imaginaire créé pour les pièces Henri IV[8]
- Sir William Lucy, shérif du Warwickshire
- Sir William Glasdale, simplement mentionné dans les chroniques[8]
- Sir Thomas Gargrave
- Le maire de Londres
- Woodville, lieutenant de la Tour de Londres
- Vernon, partisan de la rose blanche de York
- Basset, partisan de la rose rouge de Lancastre
- Homme de loi
- Geôlier de Mortimer

Français :

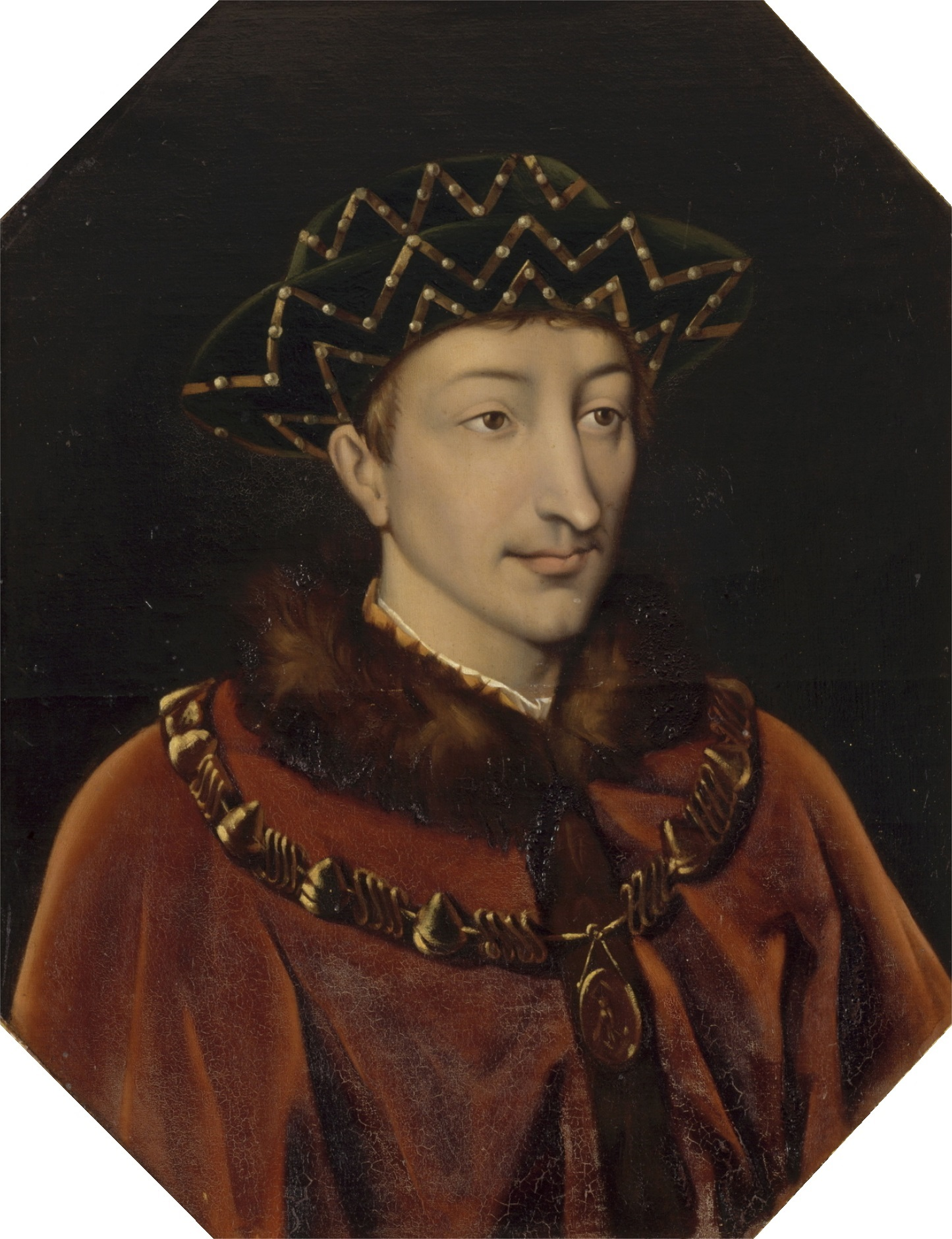
Charles VII, un des personnages historiques mis en scène dans Henri VI (Première partie).

- Charles, dauphin puis roi de France
- René, duc d'Anjou et roi de Naples
- Le duc de Bourgogne
- Le duc d’Alençon, compagnon d'armes de Jeanne d'Arc[8]
- Le bâtard d'Orléans, fils illégitime du duc d'Orléans
- Le gouverneur de Paris
- Le maître artilleur d’Orléans et son fils
- Chef des forces armées française à Bordeaux
- Sergent français
- Portier
- Un berger, père de Jeanne la Pucelle
- Marguerite d’Anjou, fille du roi René, épouse d'Henri VI
- Comtesse d’Auvergne, personnage totalement fictif[9]
- Jeanne la Pucelle
- Les démons qui apparaissent à Jeanne
- Divers lords, serviteurs, gardiens, hérauts etc.

## Argument

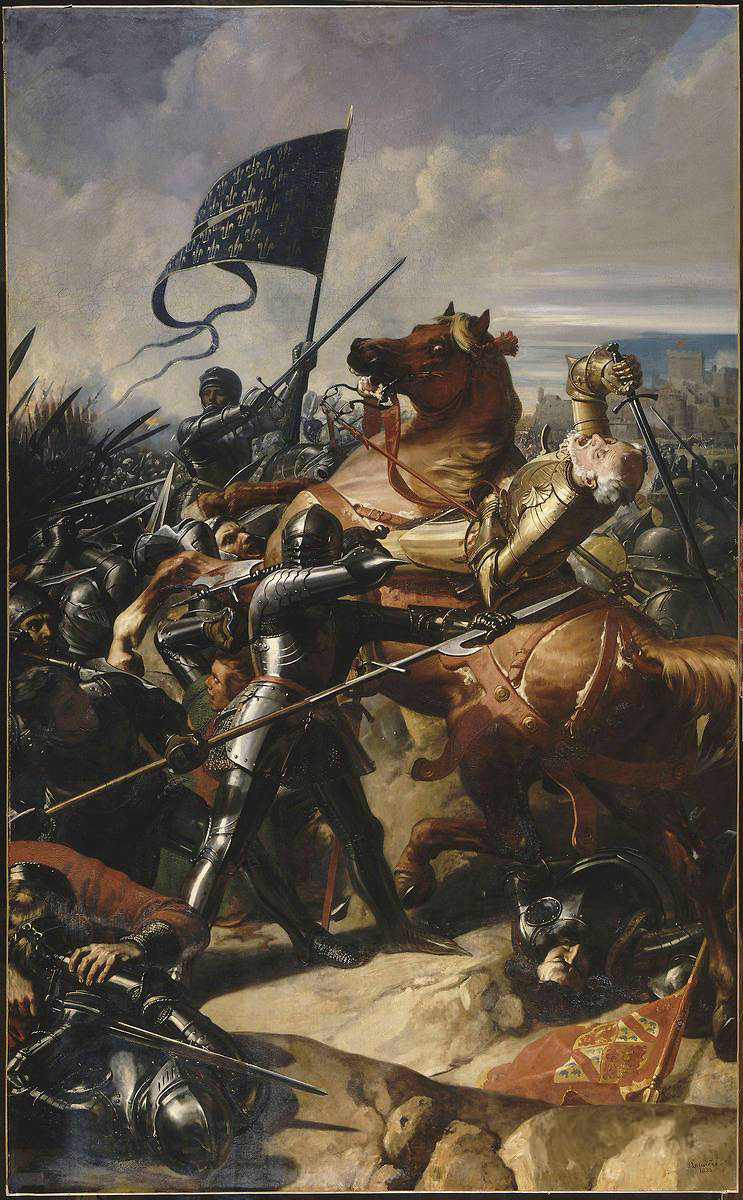
Mort de Talbot à la bataille de Châtillon, par Charles-Philippe Larivière (1798-1876).

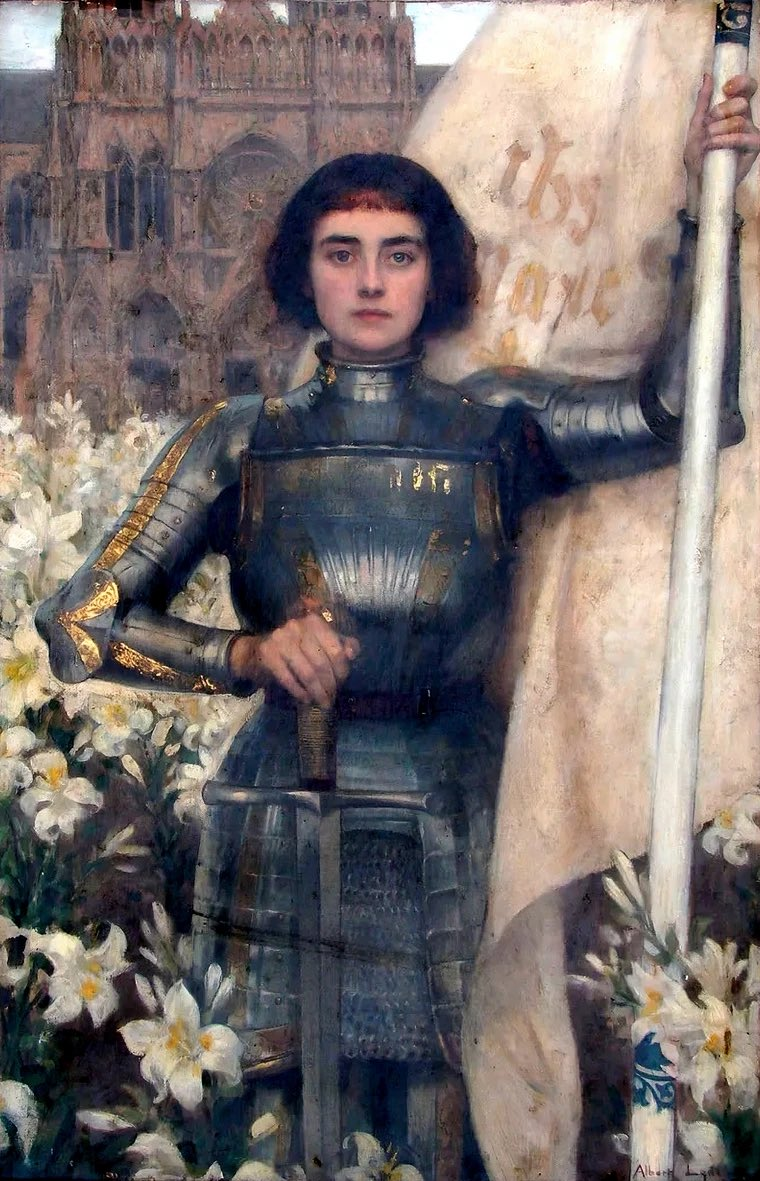
Jeanne d'Arc par Albert Lynch

La pièce s'ouvre sur la cérémonie funèbre à la mémoire d'Henri V d'Angleterre. Les nouvelles de France sont mauvaises. À Orléans, « La Pucelle » pousse le Dauphin à la résistance. Elle met en déroute une armée conduite par Lord Talbot. 
Talbot déjoue la ruse de la comtesse d'Auvergne qui veut l'assassiner. Richard, le duc d’York, se dispute avec le duc de Somerset. Les spectateurs de la querelle prennent parti en choisissant une rose rouge ou blanche. Le roi Henri choisit naïvement une rose rouge, se ralliant à Somerset et déclenchant la Guerre des Deux-Roses entre la rose rouge des Lancastre et la rose blanche des York. Edmond de Mortimer, prétendant malheureux à la couronne emprisonné dans la tour de Londres, choisit York comme successeur. Le jeune roi rend hommage au courage de Talbot et de York tandis que la rivalité entre York et Somerset s'aggrave, causant indirectement la mort de Talbot et de son fils sur le champ de bataille. Pour compliquer encore les choses, le régent Humphrey de Gloucester, oncle du roi, est en froid avec l'évêque de Winchester qui devient ensuite le cardinal Beaufort. Henri, pressé de mettre fin à la guerre par le pape et les autres souverains européens, accepte d'épouser la fille du comte d'Armagnac. 
Mais York remporte une victoire à Angers et fait Jeanne prisonnière. Le cardinal Beaufort négocie une trêve qui ne plaît à personne, York ayant préféré se battre jusqu'à la victoire totale et le roi de France répugnant à la tutelle imposée par les Anglais. Le duc de Suffolk a fait prisonnière une jeune française dont il tombe amoureux et qu'il projette de faire épouser au roi pour contrôler le royaume à travers elle. 
La pièce se termine sans qu'il y ait de véritable conclusion. Ce défaut résulte selon certains critiques de sa composition à plusieurs mains. D'autres y voient un argument pour affirmer que la pièce était destinée dès le départ à servir de première partie aux deux autres volets de la trilogie d’Henri VI qui reprennent l’histoire là où elle s'arrête.

## Fidélité à l'histoire
La pièce suit assez fidèlement le texte des chroniques, avec quelques écarts qui renforcent l'effet dramatique de l’œuvre. Ces modifications correspondent aux préjugés politiques de l'époque : les Français sont présentés comme des imbéciles faciles à mettre en déroute, peut-être parce que la victoire d'Azincourt (1415) avait donné aux Anglais l'idée que leurs soldats étaient supérieurs à ceux de l'ennemi. La pièce explique la déroute anglaise par les dissensions internes dans le royaume (entre Gloucester et Winchester d'un côté, entre Somerset et York de l'autre). 
Jeanne d’Arc, héroïne nationale pour les Français, est présentée ici comme une sorcière et une fille à soldats, ce qui correspond aux portraits qu'en faisaient les Anglais depuis le XVe siècle. Elle est tout de même présentée sous le nom de La Pucelle, prophétesse inspirée qui réveille les cœurs français et détermine le sort de la guerre mais sans mettre de côté la vision d'une Putain, un suppôt de Satan, inspirée par les démons, que l’acte final de cette partie présente dans un contexte très négatif, mais en ôtant le passage du bûcher.

## Mises en scène

### En anglais
Le journal de Philip Henslowe note une représentation d’Henri VI le 3 mars 1592 par la troupe de Lord Strange. Thomas Nashe, dans son Pierce Penniless, qui date également de 1592, cite une pièce à succès dont le héros est Lord Talbot, pièce qui aurait attiré plus de « dix mille spectateurs au moins » au cours de différentes représentations. Or, la première partie d’Henri VI est la seule pièce connue qui mette en scène le personnage de Talbot. Comme la troisième partie d’Henri VI était également à l'affiche en 1592 (Robert Greene en parodie un vers dans son pamphlet de 1592, A Groatsworth of Wit) les critiques en déduisent que les trois parties d'Henri VI étaient à l'affiche en 1592.
Cette première pièce a été très peu jouée par la suite. La première représentation connue date de 1906. Elle n'a jamais été publiée avant le Premier Folio de 1623.
En 1977, Terry Hands mit en scène une version non abrégée de la trilogie pour la Royal Shakespeare Company avec Alan Howard dans le rôle du roi et Helen Mirren dans celui de la reine Margaret. En 1980, la BBC adapta la trilogie pour le petit écran avec très peu de modifications du texte original. Entre 1987-89, Michael Bogdanov en donna pour la English Shakespeare Company une version personnelle et radicale, engagée à gauche, réduisant la trilogie à deux pièces. La mise en scène frappa les esprits par son recours à une imagerie patriotique anachronique et la prestation de Michael Pennington dans le double rôle du duc de Suffolk et de Jack Cade.
En 2002, Edward Hall mit en scène un spectacle intitulé Rose Rage, une synthèse en deux parties de la trilogie shakespearienne pour le théâtre de Haymarket.
En 2006-08, la Royal Shakespeare Company présente une nouvelle mise en scène non abrégée des deux tétralogies sous la direction de Michael Boyd. Les pièces sont jouées à Stratford-upon-Avon (au Courtyard Theatre) et à Londres.

### En français
- En 1966, Henri VI, adaptation et mise en scène de Jean-Louis Barrault, à l'Odéon-Théâtre de France[14].

- En 1998, adaptation (extraits) des pièces Henri VI et Richard III, par Daniel Loayza, mise en scène de Patrice Chéreau, à La Manufacture des Œillets (Ivry-sur-Seine)[15].

- En 2006, mise en scène, par Lionel Fernandez, d'Henri VI, au Théâtre du Nord-Ouest[16],[17].
- De 2010 à 2014, Thomas Jolly échafaude la mise en scène de l'intégralité de la trilogie Henri VI de William Shakespeare. Il découpe l'œuvre en 2 grands cycles : le cycle 1 (qui regroupe l'intégralité de la première partie d'Henri VI et les 3 premiers actes de la deuxième partie d'Henri VI) est créé en Janvier 2012 au Trident-Scène Nationale de Cherbourg-Octeville. Le cycle 2 (qui regroupe les deux derniers actes de la deuxième partie d'Henri VI et l'intégralité de la troisième partie d'Henri VI) est créé dans la saison 2013/2014. L'œuvre est jouée dans son intégralité pour la première fois en juillet 2014 lors du Festival d'Avignon, sous son titre anglophone : Henry VI.